# Barbara Moriggl
Barbara Moriggl (ur. 30 czerwca 1982) – włoska biegaczka narciarska. Była uczestniczką Zimowych Igrzysk Olimpijskich w Turynie (2006).

## Osiągnięcia

### Igrzyska olimpijskie
| Miejsce | Dzień     | Rok  | Miejscowość | Konkurencja            | Czas biegu  | Strata | Zwyciężczyni     |
| ------- | --------- | ---- | ----------- | ---------------------- | ----------- | ------ | ---------------- |
| 33.     | 22 lutego | 2006 | Pragelato   | sprint stylem dowolnym | 2:19,12 min |        | Chandra Crawford |

### Mistrzostwa świata juniorów
| Miejsce | Dzień       | Rok  | Miejscowość             | Konkurencja                          | Czas biegu  | Strata      | Zwyciężczyni          |
| ------- | ----------- | ---- | ----------------------- | ------------------------------------ | ----------- | ----------- | --------------------- |
| 33.     | 30 stycznia | 2001 | Szklarska Poręba        | 15 km stylem dowolnym (start masowy) | 51:39,1 min | +4:55,6 min | Pirjo Manninen        |
| 42.     | 3 lutego    | 2001 | Szklarska Poręba        | sprint stylem dowolnym               | 2:25,5 min  |             | Pirjo Manninen        |
| 59.     | 24 stycznia | 2002 | Schonach im Schwarzwald | 5 km stylem dowolnym                 | 18:26,5 min | +2:11,4 min | Élodie Bourgeois-Pin  |
| 16.     | 26 stycznia | 2002 | Schonach im Schwarzwald | sprint stylem dowolnym               |             |             | Mona-Liisa Malvalehto |